# Ginástica artística nos Jogos Pan-Americanos de 2019 - Solo masculino
A competição de solo masculino foi um dos eventos da ginástica artística nos Jogos Pan-Americanos de 2019. Foi disputada no Polideportivo Villa El Salvador no dia 30 de julho. 

## Calendário
Horário local (UTC-5).
| Data        | Horário | Fase  |
| ----------- | ------- | ----- |
| 30 de julho | 13:00   | Final |

## Medalhistas
| Ouro   | CHI Tomás González         |
| Prata  | USA Robert Neff            |
| Bronze | COL Andrés Felipe Martínez |

## Resultados

### Qualificação
| Pos. | Ginasta                    | Solo   | Notas |
| ---- | -------------------------- | ------ | ----- |
| 1    | USA Robert Neff            | 14.050 | Q     |
| 2    | MEX Daniel Corral          | 14.000 | Q     |
| 3    | COL Andrés Felipe Martínez | 13.950 | Q     |
| 4    | CHI Tomás González         | 13.900 | Q     |
| 5    | BRA Arthur Mariano         | 13.750 | Q     |
| 6    | USA Cameron Bock           | 13.700 | Q     |
| 7    | BRA Arthur Zanetti         | 13.650 | Q     |
| 8    | PER Daniel Agüero          | 13.650 | Q     |
| 9    | GUA Jorge Alfredo Vega     | 13.600 | R     |
| 10   | CAN Cory Paterson          | 13.600 | R     |
| 11   | JAM Reiss Beckford         | 13.600 | R     |

### Final
| Pos.              | Ginasta                    | Solo   | Notas |
| ----------------- | -------------------------- | ------ | ----- |
| Medalha de ouro   | CHI Tomás González         | 14.600 |       |
| Medalha de prata  | USA Robert Neff            | 14.166 |       |
| Medalha de bronze | COL Andrés Felipe Martínez | 14.100 |       |
| 4                 | BRA Arthur Mariano         | 13.966 |       |
| 5                 | MEX Daniel Corral          | 13.933 |       |
| 6                 | PER Daniel Agüero          | 13.766 |       |
| 7                 | BRA Arthur Zanetti         | 13.733 |       |
| 8                 | USA Cameron Bock           | 13.166 |       |